# الشميس (حبيش)

تعديل مصدري - تعديل

الشميس محلة تابعة لقرية العنيقبي، التابعة لعزلة وادي المعقاب بمديرية حبيش إحدى مديريات محافظة إب في الجمهورية اليمنية، بلغ تعداد سكانها 52 حسب تعداد اليمن لعام 2004.